# Allophorocera delecta
Allophorocera delecta är en tvåvingeart som först beskrevs av Charles Howard Curran 1927.  Allophorocera delecta ingår i släktet Allophorocera och familjen parasitflugor. Inga underarter finns listade i Catalogue of Life.